# Gornje Viljevo
Gornje Viljevo es un pueblo del municipio de Nova Bukovica, situado en el condado de Virovitica-Podravina, Croacia. Según el censo de 2021, tiene una población de 17 habitantes.

## Demografía
| Gráfica de población de Gornje Viljevo 1869-2021                       |
|                                                                        |
| Según los censos de población de la Oficina de Estadísticas de Croacia |